# ATS・D5
ATS・D5は、ATSチームが1982年のF1世界選手権用に製作したフォーミュラ1カー。デザイナーはハーベ・ギルピンとティム・ワドロップ。最高成績は5位。

## 開発の歴史

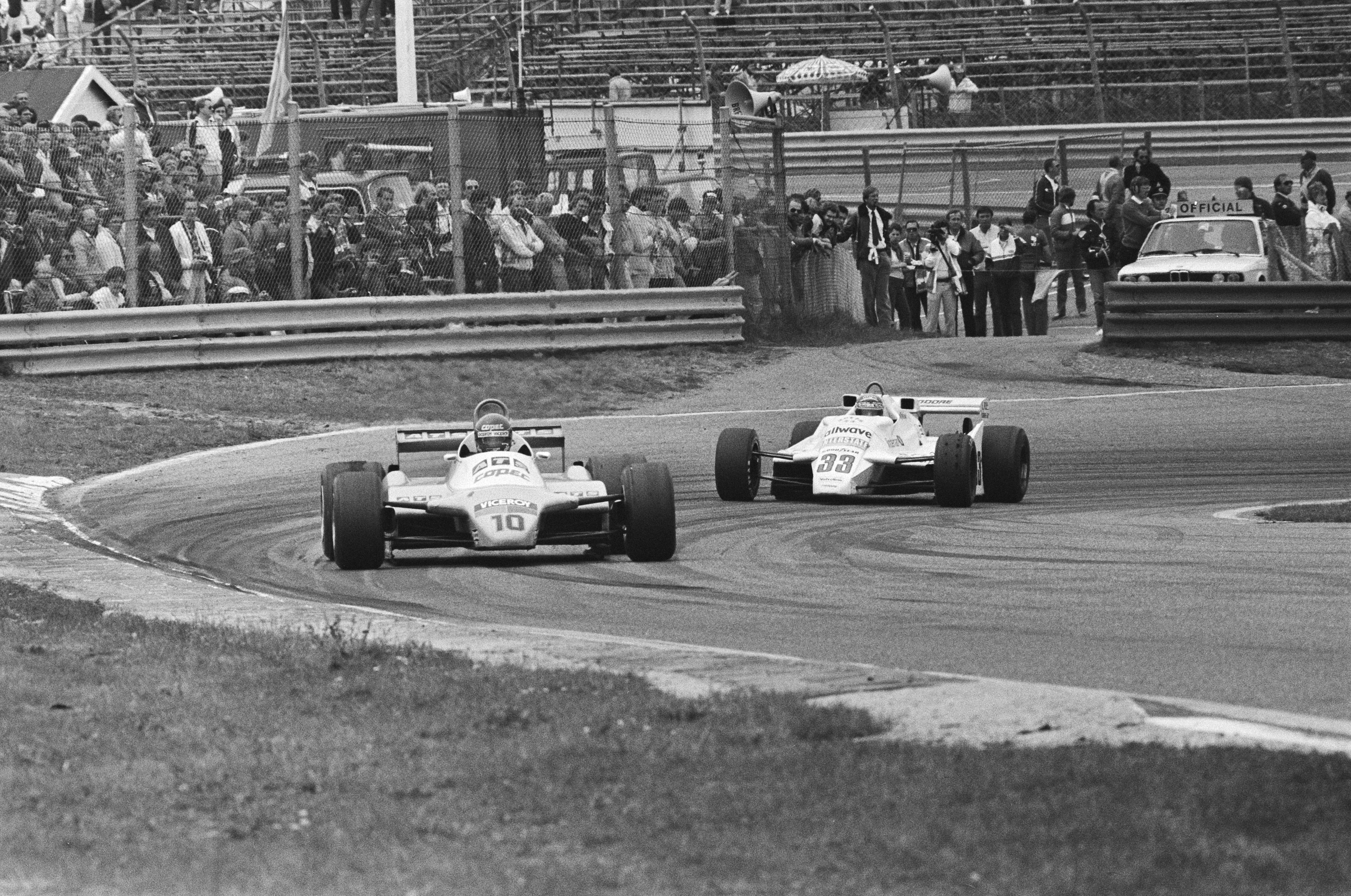
ヤン・ラマースのセオドールを従えて走るエリセオ・サラザール、1982年オランダGP。サラザールは13位でレースを終えた。

1980年、ジョー・ラミレスがチームのマネージャーに就任し、マルク・スレールとヤン・ラマースを起用する。そのシーズン序盤は、新車の開発の遅れから前年使用したD3を投入した。新車D4投入後も成績は向上せず、その年はポイントを得ることができなかった。
1981年も開発費用の不足から序盤はD4で戦わざるを得ず、チームはスウェーデン人ドライバーのスリム・ボルグッドを起用した。新車のHGS1は第5戦ベルギーから投入され、ボルグッドはイギリスで6位入賞、1ポイントを獲得した。
1982年シーズン、チームはHGS1を改良したD5を投入した。ドライバーはボルグッドに代わってマンフレッド・ヴィンケルホックが加入、縮小していた体制も2台体制に戻り、エリセオ・サラザールがセカンドドライバーとして起用された。ドライバーに対する低報酬や、サンマリノでの重量オーバーによる失格などにもかかわらず、両名とも前年より優れたパフォーマンスを発揮した。ヴィンケルホックはブラジルで5位に入賞、サラザールもサンマリノで5位に入賞した。D5は相変わらず信頼性に欠け、獲得したのは2度の入賞による4ポイントのみであった。チームはコンストラクターズランキングで12位となり、ドライバーの両名は23位、24位となった。

## F1における全成績
(key) （太字はポールポジション）
| 年     | チーム    | エンジン                      | タイヤ | No. | ドライバー       | 1   | 2   | 3   | 4   | 5   | 6   | 7   | 8   | 9   | 10  | 11  | 12  | 13  | 14  | 15  | 16  | ポイント | 順位 |
| ------ | --------- | ----------------------------- | ------ | --- | ---------------- | --- | --- | --- | --- | --- | --- | --- | --- | --- | --- | --- | --- | --- | --- | --- | --- | -------- | ---- |
| 1982年 | チームATS | フォード-コスワース DFV V8 NA | M A    |     |                  | RSA | BRA | USW | SMR | BEL | MON | DET | CAN | NED | GBR | FRA | GER | AUT | SUI | ITA | CPL | 4        | 12位 |
| 1982年 | チームATS | フォード-コスワース DFV V8 NA | M A    | 9   | ヴィンケルホック | 10  | 5   | Ret | DSQ | Ret | Ret | Ret | DNQ | 12  | DNQ | 11  | Ret | Ret | Ret | DNQ | NC  | 4        | 12位 |
| 1982年 | チームATS | フォード-コスワース DFV V8 NA | M A    | 10  | サラザール       | 9   | Ret | Ret | 5   | Ret | Ret | Ret | Ret | 13  | DNQ | Ret | Ret | DNQ | 14  | 9   | DNQ | 4        | 12位 |

## 参照
1. ↑  F1全史 1981-1986 もっとパワーを！ターボ化と政争の渦の中で ニューズ出版